# وينديل لورانس
وينديل لورانس (بالإنجليزية: Wendell Lawrence)‏ هو منافس ألعاب قوى باهاماسي، ولد في 6 يوليو 1967.

## وصلات خارجية
- وينديل لورانس على موقع الاتحاد الدولي لألعاب القوى (الإنجليزية)
- وينديل لورانس على موقع أوليمبيديا (الإنجليزية)